# Melissótopos
Melissótopos (Melissotopos) är en ort i Grekland.   Den ligger i prefekturen Nomós Kastoriás och regionen Västra Makedonien, i den norra delen av landet, 300 km nordväst om huvudstaden Aten. Melissótopos ligger 727 meter över havet och antalet invånare är 172.
Terrängen runt Melissótopos är huvudsakligen kuperad, men åt nordost är den bergig. Melissótopos ligger nere i en dal. Runt Melissótopos är det ganska glesbefolkat, med 26 invånare per kvadratkilometer. Närmaste större samhälle är Kastoria, 12,9 km sydväst om Melissótopos. Trakten runt Melissótopos består i huvudsak av gräsmarker.